# Kirchheim (Tittmoning)
Kirchheim (ⓘ) ist ein Kirchdorf und ein Gemeindeteil der Stadt Tittmoning im Landkreis Traunstein. Der Ort liegt im Bayerischen Alpenvorland.

## Geschichte
Kirchheim bei Tittmoning wurde bereits 785, 788 und 800 neben Palling und anderen Ortschaften der Region in Verzeichnissen (Breves Notitiae, Notitia Arnonis) erwähnt, in denen  Bischof Arno von Salzburg († 821), ein Günstling Karls des Großen, die in Salzburg und im Chiemgau vorhandenen Pfarrkirchen aufgelistet hatte.
Im ersten Quartal des 19. Jahrhunderts war Kirchheim ein Filialdorf der im damaligen Landgericht Tittmoning gelegenen Stadt Tittmoning. Um 1870 hatte das Dorf 92 Einwohner. Am 1. Januar 1972 wurde die zwischenzeitlich selbständige Gemeinde Kirchheim nach Tittmoning eingegliedert.

## Baudenkmäler
Siehe: Liste der Baudenkmäler in Kirchheim
- St. Georg (Kirchheim)

## Bodendenkmäler
Siehe: Liste der Bodendenkmäler in Tittmoning